# Анук Ветер
Анук Ветер (хол. Anouk Vetter; Амстердам, 4. фебруар 1993.) холандска је атлетичарка која се такмичи у седмобоју на отвореном и у петобоју у дворани.
Освојила је сребрну медаљу у седмобоју на Олимпијским играма у Токију 2020. Оосвојила је бронзу и сребро на светским првенствима у атлетици 2017. и 2022. Освојила је златну медаљу на Европском првенству 2016.
Ветер је холандска рекордерка у седмобоју са резултатом 6.867 поена.

## Одрастање
Њен отац Роналд Ветер је дугогодишњи атлетски тренер, а њена мајка Герда Ветер-Блокзил двострука је шампионка Холандије у бацању копља.

## Каријера
Након што је 2012. почела да тренира са својим оцем, смањила је тренинг на 80 одсто у поређењу са другим седмобојкама како би заштитила своје крхко тело.
Њен напредак је уследио 2014. године када је побољшала свој претходни лични рекорд за 444 поена на 6.316 поена на Хипо-Митингу у Гецису. Касније те године је завршила на седмом месту на Европском првенству у Цириху.
Ветер се 2015. упркос повреди такмичила у седмобоју на Светском првенству у Пекингу, где је стигла до 12. места са 6.267 поена.

### Првакиња Европе
2016. Ветер је у јулу однела изненађујућу победу на Европском првенству у седмобоју, са резултатом од 6.626 поена, чиме је побољшала рекорд Холандије којег је држала Дафне Шиперс. На Олимпијским играма у Рију 2016. завршила је на 10. месту.
Ветер је у августу 2017. поставила нови национални рекорд у седмобоју од 6.636 бодова на Светском првенству у Лондону, где је освојила бронзану медаљу.

### Повратак после повреда
Ветер је 2021.освојила сребрну медаљу на одложеним Олимпијским играма у Токију 2020.
У мају 2022. победила је на Хипо-митингу у Гецису са новим националним рекордом, након што је бацила копља 59,81 м, што је најдужи хитац икада за једну седмобојку. Касније те године освојила је сребро на Светском првенству у Јуџину (САД) уз још један национални рекорд. У августу 2022. на Европском првенству у Минхену морала је да се повуче са такмичења због повреде Ахилове тетиве.

## Међународна такмичења
| Година | Такмичење                           | Место                         | Позиција | Дисциплина        | Резултат        | Белешка |
| ------ | ----------------------------------- | ----------------------------- | -------- | ----------------- | --------------- | ------- |
| 2009   | Европски олимпијски фестивал младих | Тампере, Финска               | Финале   | 4 × 100 м штафета | Одустале        |         |
| 2009   | Европски олимпијски фестивал младих | Тампере, Финска               | Финале   | Бацање копља      | Није стартовала |         |
| 2011   | Европско првенство за јуниоре       | Талин, Естонија               | –        | Седмобој          | Одустала        |         |
| 2012   | Светско првенство за јуниоре        | Барселона, Шпанија            | –        | Седмобој          | Одустала        |         |
| 2013   | Европско првенство за млађе сениоре | Тампере, Финска               | –        | Седмобој          | Одустала        |         |
| 2014   | Европско првенство                  | Цирих, Швајцарска             | 7.       | Седмобој          | 6.281 поен      |         |
| 2015   | Европско првенство у дворани        | Праг, Чешка Република         | 8.       | Петобој           | 4.548 поена     |         |
| 2015   | Светско првенство                   | Пекинг, Кина                  | 12.      | Седмобој          | 6.267 поена     |         |
| 2016   | Европско првенство                  | Амстердам, Холандија          | 1.       | Седмобој          | 6.626 поена     |         |
| 2016   | Олимпијске игре                     | Рио де Жанеиро, Бразил        | 10.      | Седмобој          | 6.394 поена     |         |
| 2017   | Светско првенство                   | Лондон, Уједињено Краљевство  | 3.       | Седмобој          | 6.636 поена     |         |
| 2018   | Европско првенство                  | Берлин, Немачка               | 5.       | Седмобој          | 6.414 поена     |         |
| 2019   | Европско првенство у дворани        | Глазгов, Уједињено Краљевство | –        | Петобој           | Одустала        |         |
| 2019   | Светско првенство                   | Доха, Катар                   | –        | Седмобој          | Одустала        |         |
| 2021   | Олимпијске игре                     | Токио, Јапан                  | 2.       | Седмобој          | 6.689 поена     |         |
| 2022   | Светско првенство                   | Јуџин, САД                    | 2.       | Седмобој          | 6.867 поена     |         |
| 2022   | Европско првенство                  | Минхен, Немачка               | –        | Седмобој          | Одустала        |         |
| 2023   | Светско првенство                   | Будимпешта, Мађарска          | 3.       | Седмобој          | 6.501 поен      |         |
| 2024   | Олимпијске игре                     | Париз, Француска              | –        | Седмобој          | Одустала        |         |